# 釜利谷ジャンクション

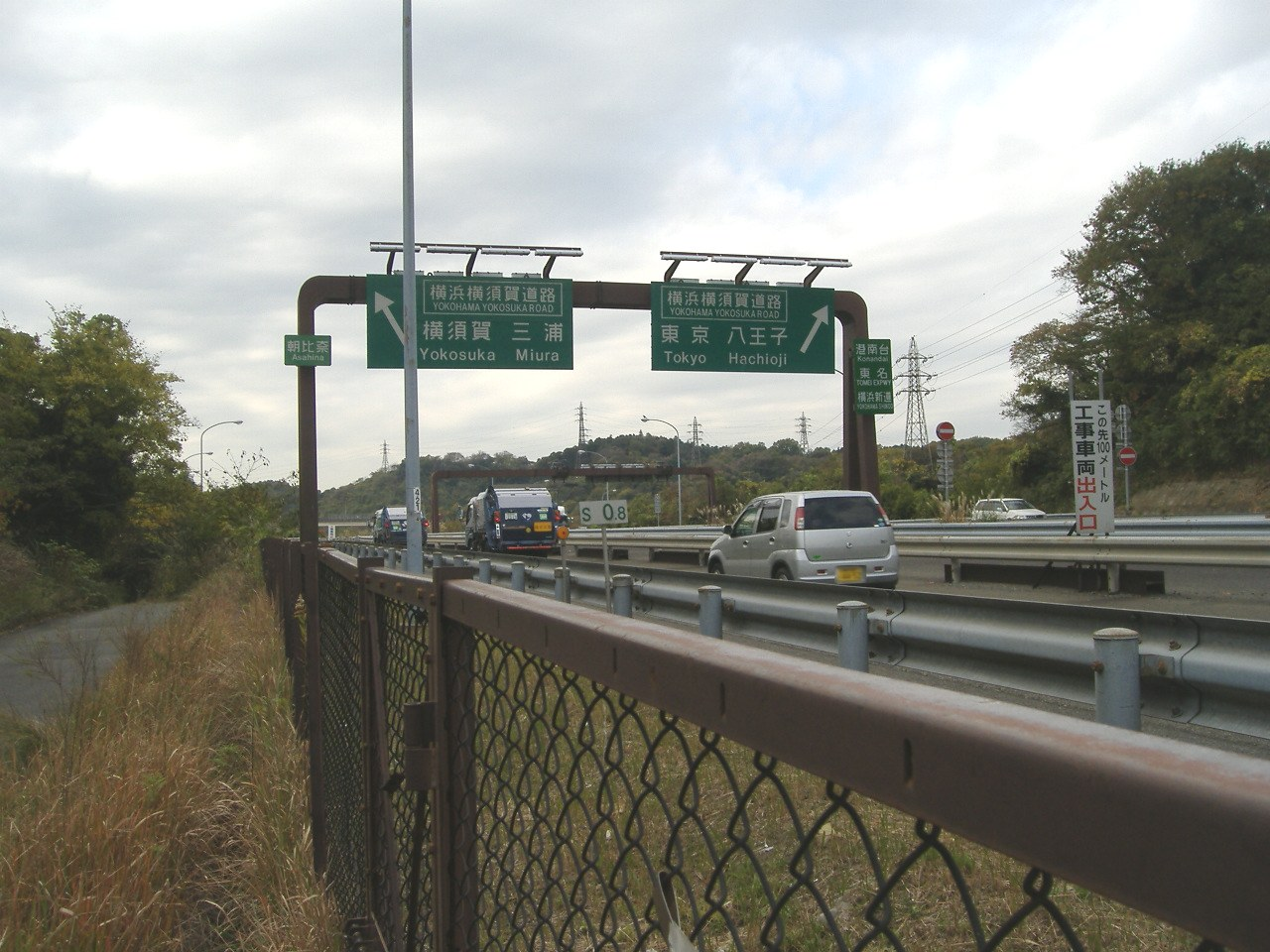
金沢支線から本線上下線への分岐付近

釜利谷ジャンクション（かまりやジャンクション）は、神奈川県横浜市金沢区にあるジャンクションであり、横浜横須賀道路本線と横浜横須賀道路金沢支線が分岐している。また、将来的には横浜環状南線（首都圏中央連絡自動車道）が接続する予定である。

## 歴史
- 1991年（平成3年）3月26日 : 横浜横須賀道路金沢支線・釜利谷JCT - 並木IC間開通に伴い供用開始。
- 未定 : 横浜環状南線・釜利谷JCT - 戸塚IC間開通予定[1]。

## 周辺

### 施設
- 金沢自然公園

## 隣
E16 横浜横須賀道路本線
(4)港南台IC - (4-1)釜利谷JCT - (5)朝比奈IC
E16 横浜横須賀道路金沢支線
(4-1)釜利谷JCT - 釜利谷TB - 金沢自然公園IC - (4-2)堀口能見台IC
C4 横浜環状南線（首都圏中央連絡自動車道）（建設中）
(4-1)釜利谷JCT - 公田IC（建設中）